# Ancylotrypa schultzei
Ancylotrypa schultzei là một loài nhện trong họ Cyrtaucheniidae. Loài này phân bố ờ Namibië.